# Indywidualne środki zakłóceń radiowych
Indywidualne środki zakłóceń radiowych – środki przeznaczone do prowadzenia zakłóceń radiotechnicznych urządzeń nieprzyjaciela w celu ochrony samolotu lub okrętu. Do środków tych zalicza się: urządzenia zakłócające pracę radiolokacyjnych stacji naprowadzania przeciwlotniczych pocisków rakietowych, stacji przechwytywania samolotów myśliwskich, stacji artyleryjskiego naprowadzania artylerii przeciwlotniczej oraz automatyczne urządzenia do zrzucania reflektorów (folii metalizowanej), a także specjalne pociski przeciwradiolokacyjne, stosowane do rażenia stacji radiolokacyjnych nieprzyjaciela.